# Steve Wigley
Steve Wigley, diminutivo di Steven Wigley (Ashton-under-Lyne, 15 ottobre 1961) è un allenatore di calcio ed ex calciatore inglese, di ruolo centrocampista.

## Carriera

### Giocatore
Wigley inizia a giocare nei semiprofessionisti del Curzon Ashton, finché nel 1981, all'età di 20 anni, viene acquistato dal Nottingham Forest di Brian Clough, club della prima divisione inglese e che negli anni precedenti (dal 1978 al 1980) aveva conquistato due Coppe dei Campioni consecutive; con il Forest l'ala fa dunque il suo esordio tra i professionisti, giocando in totale 82 partite nella prima divisione inglese nell'arco di quattro stagioni e mezzo e segnandovi 2 reti. Con il club di Nottingham Wigley gioca inoltre anche 10 partite in Coppa UEFA (9 nella Coppa UEFA 1983-1984 ed una nella Coppa UEFA 1984-1985). Nel dicembre del 1985 viene poi ceduto allo Sheffield Utd, con cui segna un gol in 28 presenze fino al 1987 quando viene ceduto al Birmingham City, altro club della medesima categoria, nel quale rimane fino al termine della stagione 1988-1989 per un totale di 87 presenze e 4 reti in incontri di campionato. Dal 1989 al 1993 gioca quindi nel Portsmouth, inizialmente (e fino al termine della stagione 1991-1992) in terza divisione, e successivamente per una stagione in seconda divisione: nell'estate del 1993, dopo complessive 12 reti in 120 partite di campionato giocate, passa all'Exeter City, con cui nella stagione 1993-1994 segna un gol in 23 presenze nel campionato di quarta divisione. Si ritira infine nel 1995, all'età di 34 anni, dopo un'ultima stagione trascorsa giocando con i semiprofessionisti del Bognor Regis Town.
In carriera ha totalizzato complessivamente 340 presenze e 20 reti nei campionati della Football League.

### Allenatore
Wigley inizia ad allenare subito dopo il ritiro sostituendo Steve Wignall sulla panchina dell'Aldershot Town, club di Isthmian League (sesta divisione), con cui rimane per due stagioni senza riuscire a conquistare la promozione nella categoria superiore; fa quindi ritorno al Nottingham Forest per allenare nelle giovanili del club, rimanendovi fino al 2001: in questo anno si trasferisce infatti al Southampton, sempre per allenare nelle giovanili, e per un breve periodo diventa anche vice allenatore della nazionale inglese Under-21.
Nell'agosto del 2004 Wigley viene poi promosso prima come allenatore ad interim e poi dopo breve tempo in pianta stabile come allenatore della prima squadra dei Saints, militanti in prima divisione: viene tuttavia esonerato nel dicembre dello stesso anno, dopo una sola vittoria in 14 partite di campionato. Dal 2005 al 2007 allena poi le riserve del Manchester City, per poi tornare a ricoprire il ruolo di vice allenatore della nazionale inglese Under-21, incarico che questa volta ricopre dal 2007 al 2012.
Parallelamente al suo ruolo in nazionale ricopre anche incarichi con vari club inglesi: dal 2008 al 2009 è vice allenatore del Bolton, di cui in seguito diventa per un periodo anche allenatore ad interim (per pochi giorni, dal 30 dicembre 2009 al gennaio del 2010); nel 2010 è poi per un breve periodo collaboratore tecnico dell'Hull City, ruolo che ricoprirà nuovamente nella stagione 2011-2012 dopo un intermezzo di una stagione come vice allenatore del Bristol City. Successivamente, dal 2012 al 2014 allena la squadra Under-18 dei londinesi del Fulham; nella stagione 2014-2015 è invece vice allenatore del Nottingham Forest, in seconda divisione. Torna poi al Fulham, dove dal 2015 al 2021 allena nuovamente la formazione Under-18, per poi all'inizio della stagione 2021-2022 venire promosso alla guida della formazione Under-23.